# Século XXV a.C.

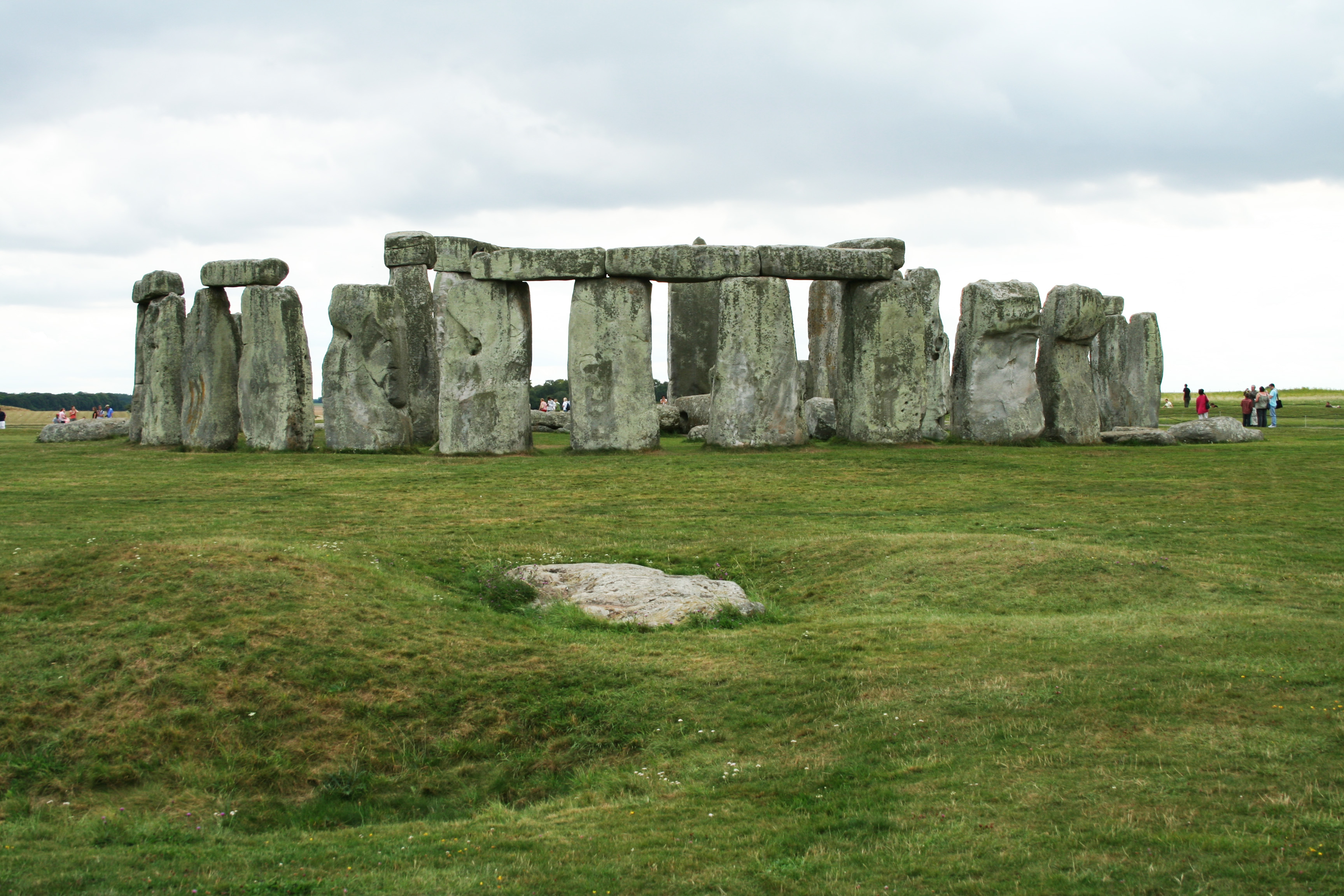
Stonehenge, um exemplo de monumento megalítico encontrado na Grã Bretanha

Milênio:  Quarto Milênio a.C. - Terceiro Milênio a.C. - Segundo Milênio a.C.
Século:  Século XXVI a.C. - Século XXV a.C. - Século XXIV a.C.

## Eventos
- Chineses se desenvolvem no vale do Rio Amarelo.
- A construção de monumentos megalíticos se espalha pela Europa e oeste do Mediterrâneo.
- Primeiros indícios da Cultura da cerâmica cordada no Cáucaso.
- Amoritas e habitantes de Canaã ocupam a Síria e o Líbano.
- c. 2500 a.C.:
  - O arroz é cultivado pela primeira vez na Malásia.
  - Escavação e desenvolvimento do templo de Hipogeu de Hal Saflieni em Paola, Malta. Mais tarde, o local tornou-se uma necrópole.
- c. 2500 a.C. - 2000 a.C. - Moenjodaro tem 18 km² e cerca de 30.000 habitantes.
- c. 2494 a.C. - Fim da IV dinastia egípcia e começo da V dinastia egípcia. Começa a construção das pirâmides.
- c. 2494 – 2345 a.C.: O Escriba Sentado, uma escultura encontrada em Sacará. Está agora no Museu do Louvre, em Paris.